# Cláudia Diciosina
Cláudia Diciosina (em latim: Claudiae Dicaeosynae; em grego: η Κλαυδία) foi uma mulher ex-escrava liberta que viveu no século I. Ela foi libertada pelo imperador romano Cláudio. O marido foi o rico, influente e poderoso  Tibério Cláudio Narciso. O nome foi encontrado numa inscrição latina acompanhando o nome de Narciso.